# Александър Титоренков
Александър Титоренков е български художник.

## Биография
Роден е на 15 август 1963 г. в Котел. Учи в Художествената гимназия „Илия Петров“. Завършва декоративно-монументална живопис в Националната художествена академия при професор Тома Върбанов в София през 1991 г. и специализира в Глазгоу, Великобритания, при професор Дейвид Хардей. Още като студент получава първа награда за живопис на НХА, а след дипломирането му Националната художествена галерия откупува негова картина. Награда по живопис получава и от галерия в Ню Йорк, Сохо, 1993 г.

Живее и работи в София.

## Награди
- 1989 – Първа награда на конкурс в Националната художествена академия, гр. София
- 1991 – Откупена картина от НХГ
- 1993 – Първа награда по живопис в организиран от галерия „Арт 54“, Ню Йорк, международен конкурс. Участие в изложба.[1]

## Изложби
- 1992 – Самостоятелна изложба – галерия „Аросита“, София
- 1993 – Самостоятелна изложба – галерия „Асен Василев“, София
- 1994 – Самостоятелна изложба – галерия „Арт 36“, София
- 2005 – Самостоятелна изложба – галерия „Асен Василев“, София
- 2007 – Самостоятелна изложба – галерия „България“, концертна зала „България“, София
- 2007 – Самостоятелна изложба – галерия „ЛИК“, София
- 2013 – Самостоятелна изложба – галерия „Финес“, София[1][3]